# ABC (альбом Jackson 5)
ABC — второй студийный альбом группы Jackson 5. Вышел 8 мая 1970 года на лейбле Motown.
Заглавный трек был номинирован на премию «Грэмми» в категории «Лучшее вокальное поп-исполнение дуэтом или группой» в 1971 году.

## Список композиций
| №   | Название                                  | Автор(ы)                                                | Длительность |
| --- | ----------------------------------------- | ------------------------------------------------------- | ------------ |
| 1.  | «The Love You Save»                       | The Corporation                                         | 3:01         |
| 2.  | «One More Chance»                         | The Corporation                                         | 2:59         |
| 3.  | «ABC»                                     | The Corporation                                         | 2:56         |
| 4.  | «2-4-6-8»                                 | Леон Уэр, Пэм Сойер                                     | 2:55         |
| 5.  | «(Come ‘Round Here) I’m the One You Need» | Брайан Холланд, Ламонт Дозье, Эдвард Холланд            | 2:46         |
| 6.  | «Don’t Know Why I Love You»               | Лулу Мэй Хардауэй, Дон Хантер, Пол Райсер, Стиви Уандер | 3:47         |
| 7.  | «Never Had a Dream Come True»             | Стиви Уандер, Сильвия Мой, Генри Косби                  | 2:58         |
| 8.  | «True Love Can Be Beautiful»              | Леонард Кастон мл., Джинна Джексон, Бобби Тейлор        | 3:24         |
| 9.  | «La-La (Means I Love You)»                | Том Белл, Уильям Харт                                   | 2:52         |
| 10. | «I’ll Bet You»                            | Джордж Клинтон, Сидни Барнс, Тереза Линдси              | 2:26         |
| 11. | «I Found That Girl»                       | The Corporation                                         | 2:57         |
| 12. | «The Young Folks»                         | Джордж Горди, Аллен Стори                               | 2:50         |

## Позиции в хит-парадах
| Год  | Хит-парад                        | Высшая позиция | Пребывание в чарте |
| ---- | -------------------------------- | -------------- | ------------------ |
| 1970 | Австралия (Kent Music Report)    | 14             | нет данных         |
| 1970 | Великобритания (UK Albums Chart) | 22             | 6 недель           |
| 1970 | Канада (RPM Albums Chart)        | 25             | 24 недели          |
| 1970 | США (Best Selling Soul LP’s)     | 1              | 25 недель          |
| 1970 | США (Billboard Top LPs)          | 4              | 50 недель          |

| Хит-парад (1970)            | Позиция |
| --------------------------- | ------- |
| США (Billboard Soul Albums) | 9       |
| США (Billboard Top LP’s)    | 53      |